# Eudorylas grandis
Eudorylas grandis är en tvåvingeart som först beskrevs av Hardy 1943.  Eudorylas grandis ingår i släktet Eudorylas och familjen ögonflugor.
Artens utbredningsområde är Arizona. Inga underarter finns listade i Catalogue of Life.